# خسرج مزبان
روستای ُمگرن۱ یا «خَسرَج مِزبان» در ۴۸ کیلومتر بعد اهواز ناحیه ی عبدالخان و پشت روستای «فهد کعب عمیر»، است. فاصله این روستا تا اتوبان اهواز - اندیمشک بیش از سه کیلومتر جاده خاکی است.
برای رسیدن به روستای مگرن ۱ باید از شهرستان کرخه عبور کرد. دلیل نبودن پل برای تردد مردم این روستا از وسیله‌ای موسوم به دوبه که نوعی شناور ساده برای عبور افراد و خوردوهایشان است استفاده می‌کنند. به دلیل مشکل تردد برای اهالی این روستا، چهار نفر به دلیل دوری مسیر قبل از رسیدن به بیمارستان جان خود را از دست داده‌اند.
اگر کسی نخواهد از دوبه استفاده کند مجبور است مسیر طولانی عبدالخان- حمیدیه را دور بزنند تا به این روستا برسد.

## شغل
شغل اغلب مردم این روستا کشاورزی است و در زمستان گندم می‌کارند و در تابستان لوبیا و ماش و صیفی جات دیگر.
با کم‌آب شدن رودخانه کرخه مردم در تابستان اجازه کشت تابستانه را ندارند. این روستا آب لوله‌کشی ندارند و مردم روستای مگرن ۱ آب شرب خود را از رودخانه کرخه تأمین می‌کنند.
یک مرکز بهداشت برای واکسن بچه‌ها وجود دارد. در این روستا گاز کشی وجود ندارد و اهالی از کپسول‌های بوتان یا هیزم استفاده می‌کنند.

## طبیعت
جنگل‌های انبوه کرخه که در گذشته زیستگاه شیر و گوزن زرد بود نابود شده‌اند. دهیاری روستای مگرن یک (در سال ۸۵ تأسیس شد). در کنار این روستا دو روستای دیگر با نام‌های مگرن دو (گصاد) و مگرن سه (عشیره خلف) نیز وجود داردند. اهالی هر سه روستا از عشیره خسرج و لطیفی هستند.

## سیلاب ۱۳۹۲
بارش باران شدید به مدت پنج روز در اردیبهشت ۱۳۹۲ باعث به راه افتادن سیلاب در منطقه خسرج شد. این سیلاب به گونه‌ای بود که مسیر ارتباطی پنج روستای مسیر خزرج از جمله مگرن در بخش عبدالخان از توابع شهرستان شوش قطع شد و امدادرسانی تنها از طریق بالگرد به این روستاها امکانپذیر بود. بر اثر این سیلاب بخش اعظمی از زمین‌های زراعتی این روستا از بین رفت.